# Рабе
Рабе (мађ. Rábé) је насеље у Србији у општини Нови Кнежевац у Севернобанатском округу. Према попису из 2022. било је 62 становника.
У овом селу је тромеђе између Србије , Мађарске и Румуније, а налази се и малогранични прелаз са Мађарском (Рабе- Кибекхаза).
Овде се налази Локалитет Сигет Анка.

## Демографија
У насељу Рабе живи 109 пунолетних становника, а просечна старост становништва износи 43,9 година (40,3 код мушкараца и 48,0 код жена). У насељу има 58 домаћинстава, а просечан број чланова по домаћинству је 2,33.
Ово насеље је великим делом насељено Мађарима (према попису из 2002. године), а у последња три пописа, примећен је пад у броју становника.
|  |

| Демографија | Демографија | Демографија |
| Година      | Становника  | Становника  |
| ----------- | ----------- | ----------- |
| 1948.       | 400         |             |
| 1953.       | 407         |             |
| 1961.       | 390         |             |
| 1971.       | 306         |             |
| 1981.       | 221         |             |
| 1991.       | 195         | 194         |
| 2002.       | 135         | 137         |

| Етнички састав према попису из 2002.‍ | Етнички састав према попису из 2002.‍ | Етнички састав према попису из 2002.‍ | Етнички састав према попису из 2002.‍ | Етнички састав према попису из 2002.‍ |
| ------------------------------------ | ------------------------------------ | ------------------------------------ | ------------------------------------ | ------------------------------------ |
|                                      |                                      |                                      |                                      |                                      |
| Мађари                               | Мађари                               |                                      | 123                                  | 91,11%                               |
| Југословени                          | Југословени                          |                                      | 5                                    | 3,70%                                |
| Срби                                 | Срби                                 |                                      | 4                                    | 2,96%                                |
| непознато                            | непознато                            |                                      | 1                                    | 0,74%                                |

| Година пописа     | 1948. | 1953. | 1961. | 1971. | 1981. | 1991. | 2002. |
| ----------------- | ----- | ----- | ----- | ----- | ----- | ----- | ----- |
| Број домаћинстава | 120   | 125   | 111   | 100   | 80    | 74    | 58    |

| Број чланова      | 1  | 2  | 3 | 4  | 5 | 6 | 7 | 8 | 9 | 10 и више | Просек |
| ----------------- | -- | -- | - | -- | - | - | - | - | - | --------- | ------ |
| Број домаћинстава | 14 | 24 | 7 | 13 | 0 | 0 | 0 | 0 | 0 | 0         | 2,33   |

| Пол    | Укупно | Неожењен/Неудата | Ожењен/Удата | Удовац/Удовица | Разведен/Разведена | Непознато |
| ------ | ------ | ---------------- | ------------ | -------------- | ------------------ | --------- |
| Мушки  | 59     | 17               | 39           | 1              | 2                  | 0         |
| Женски | 56     | 12               | 39           | 4              | 1                  | 0         |
| УКУПНО | 115    | 29               | 78           | 5              | 3                  | 0         |

| Пол    | Укупно                    | Пољопривреда, лов и шумарство | Рибарство                            | Вађење руде и камена | Прерађивачка индустрија       |
| ------ | ------------------------- | ----------------------------- | ------------------------------------ | -------------------- | ----------------------------- |
| Мушки  | 41                        | 36                            | 0                                    | 0                    | 1                             |
| Женски | 22                        | 20                            | 0                                    | 0                    | 0                             |
| УКУПНО | 63                        | 56                            | 0                                    | 0                    | 1                             |
| Пол    | Производња и снабдевање   | Грађевинарство                | Трговина                             | Хотели и ресторани   | Саобраћај, складиштење и везе |
| Мушки  | 0                         | 2                             | 0                                    | 0                    | 1                             |
| Женски | 0                         | 0                             | 1                                    | 0                    | 0                             |
| УКУПНО | 0                         | 2                             | 1                                    | 0                    | 1                             |
| Пол    | Финансијско посредовање   | Некретнине                    | Државна управа и одбрана             | Образовање           | Здравствени и социјални рад   |
| Мушки  | 0                         | 0                             | 0                                    | 0                    | 1                             |
| Женски | 0                         | 0                             | 1                                    | 0                    | 0                             |
| УКУПНО | 0                         | 0                             | 1                                    | 0                    | 1                             |
| Пол    | Остале услужне активности | Приватна домаћинства          | Екстериторијалне организације и тела | Непознато            | Непознато                     |
| Мушки  | 0                         | 0                             | 0                                    | 0                    | 0                             |
| Женски | 0                         | 0                             | 0                                    | 0                    | 0                             |
| УКУПНО | 0                         | 0                             | 0                                    | 0                    | 0                             |